# گنگا و جمنا
گنگا و جمنا (به هندی: Gunga Jumna) فیلمی محصول سال ۱۹۶۱ و به کارگردانی نیتین بوس است. در این فیلم بازیگرانی همچون دیلیپ کومار، ویجینتی مالا، نصیر خان، آریونا ایرانی، نظیر حسین، لیلا چیتنیس و هلن ایفای نقش کرده‌اند.این فیلم به دلیل ساخت تکنیکال، استفاده از گویش آوادی و فضای روستایی آن که نمونه مشخصی از ژانریک فیلم داکویت است، قابل توجه بود. در نظرسنجی مجله Outlook با در نظر گرفتن 25 رای در سال 2003 در میان بهترین فیلم های بالیوود در رتبه یازدهم قرار گرفت.
پس از شش ماه تأخیر، سرانجام این فیلم در ژانویه 1961 اکران شد و پس از اکران، فیلم با استقبال خوب منتقدان و تماشاگران مواجه شد. این فیلم یکی از پرفروش‌ترین فیلم‌های دهه 1960 و یکی از موفق‌ترین فیلم‌های هندی از نظر گیشه، در داخل هند و خارج از کشور در اتحاد جماهیر شوروی ( با فروش تخمینی بیش از 84 میلیون بلیت در سراسر جهان) بود. طبق گزارش‌های مختلف، هنوز هم در میان 10 فیلم هندی پردرآمد تمام دوران است که بر اساس تورم قیمت بلیط تنظیم شده است. در سال 2011، با درآمد خالص تعدیل شده 736 کرور، این فیلم توسط مجله باکس آفیس هند در رتبه دوم پس از مغول اعظم (1960) و بالاتر از شعله (1975) در فهرست "50 فیلم برتر در 50 سال اخیر" قرار گرفت که پردرآمدترین فیلم های بالیوود در تمام دوران است.
این فیلم مورد تحسین منتقدان قرار گرفت و به عنوان یکی از بهترین فیلم های تمام دوران شناخته شد. منتقدان داستان، فیلمنامه، کارگردانی، فیلمبرداری و موسیقی آن را به همراه بازی بازیگران اصلی دیلیپ کومار و ویجینتی مالا تحسین کردند. پس از اکران در نهمین جوایز فیلم فیر این فیلم در هفت رشته نامزد شد، از جمله بهترین فیلم و بهترین کارگردانی برای کومار و بوس، و برنده سه رشته، بهترین بازیگر زن برای ویجینتی مالا، بهترین فیلمبرداری برای وی بالاصاحب و بهترین دیالوگ نویس برای وجهات میرزا. همچنین در بیست و پنجمین جوایز انجمن روزنامه‌نگاران فیلم بنگال به عنوان بزرگترین برنده ظاهر شد، جایی که 9 جایزه در بخش فیلم هندی به دست آورد. علاوه بر این، این فیلم در نهمین دوره جوایز ملی فیلم نیز موفق به دریافت گواهینامه افتخار شد.این فیلم جوایزی را در جشنواره های بین المللی فیلم از جمله جشنواره بین المللی فیلم بوستون و جشنواره بین المللی فیلم کارلووی واری دریافت کرد.
این فیلم یک فیلم کالت در سینمای هند بود که تا امروز الهام بخش بسیاری از فیلمسازان بوده است. بازی دیلیپ کومار در نقش گنگا یکی از بهترین بازی‌ها در تاریخ سینمای هند به حساب می‌آید و الهام‌بخش نسل‌های آینده بازیگران هندی، به‌ویژه آمیتاب باچان بوده  که آمیتاب باچان آن را «عملیات نهایی» نقل کرد. در غرب، هنرمندانی مانند سوفیا لورن برنده جایزه اسکار عمیقاً تحت تأثیر عملکرد این فیلم قرار گرفتند. 

داستان فیلم در روستای خیالی هاریپور در منطقه گوندا در ناحیه  آواد واقع در ایالت اوتار پرادش (یکی از ایالت های شمال هند) می گذرد و حول محور شخصیت های متضاد دو برادر به نام های گنگا و جمنا است. هاریپور توسط هریرام بابو ملاک شیطان صفت کنترل می شود. وقتی گنگا توسط ملاک ظالم به خاطر جنایتی که مرتکب نشده حبس می‌شود به همراه نامزدش، دانو، به کوهستان می‌گریزد و به گروهی از راهزنان می‌پیوندد. برادر کوچکترش جمنا برای تحصیل به شهر فرستاده می شود و افسر پلیس می شود. سال ها بعد، زمانی که گانگا در شرف پدر شدن است، تصمیم می گیرد برای طلب بخشش به دهکده بازگردد. با این حال، جمنا از او می‌خواهد که به خاطر جنایاتش تسلیم پلیس شود و وقتی گانگا امتناع می‌کند و می‌خواهد ترک کند، جمنا او را با شلیک گلوله می‌کشد. مرگ گانگا با این واقعیت تلخ تر شد که این پول او بود که هزینه تحصیل جمنا را پرداخت و به او اجازه داد تا پلیس شود.

## داستان
گوویندی (لیلا چیتنیس) زنی بیوه و بسیار فقیر است که با دو پسر خود در روستای هاریپور زندگی می کند و مجبور است برای زندگی بهتر به همراه پسر بزرگترش در خانه ثروتمندان روستا کار کند. پسر اولش گنگارام (رام کومار) نام دارد که پسری شر و بازیگوش است اما قلب پاکی دارد و از کودکی با دختری فقیر به نام دانو (کوماری ناز) نامزد کرده، پسر کوچکترش جمنا نام دارد که پسری اهل علم است، از کودکی روی درس و مشقش تمرکز کرده و تصمیم دارد در آینده فرد مفیدی شود. زن ارباب روستا که به شدت از گوویندی و پسرش متنفر است گوویندی را مسئول دزدی جواهراتش میداند و پلیس های روستا را خبر می کند. خانه ی زن خدمتکار تفتیش می شود اما پس از اثبات بی گناهی آنها، گوویندی از تهمت بی رحمانه ای که زن ارباب روستا به او زده بود دچار شوک می شود اما قبل از مرگ مسئولیت تامین خرج تحصیل جمنا را به عهده گنگا می گذارد و از دنیا می رود. گنگا برای تامین خرج تحصیل برادر کوچکترش جمنا مجبور به کارگری در جاهای مختلف می شود و تبدیل به یکی از کارگران روز مزد برادر زن ارباب که مرد ظالمی است، می شود. سختی های زیادی را تحمل می کند اما تصمیم می گیرد از درآمدش استفاده کند و مطمئن شود برادرش تحصیلات مناسبی خواهد داشت. 
سالها می گذرد و گنگا (دیلیپ کومار) تبدیل به جوانی برومند و شجاع شده است و برای کالو کار می کند، گنگا از حق خود و افراد ضعیف در برابر ملاک ظالم روستا دفاع می کند اما جمنا (نصیر خان) رفتار سنجیده ای دارد و برای خودش دردسر درست نمی کند. جمنا به تازگی وارد کالج شده و تصمیم دارد از کملا، دختر ارباب روستا خواستگاری کند. هریرام که از دو برادر متنفر است به خواستگاری جمنا جواب رد می دهد و سعی می کند به دانو (ویجینتی مالا) تجاوز کند اما گنگا از راه می رسد و نامزدش را نجات می دهد. هریرام که کینه به دل گرفته گندم های خود را جایی مخفی می کند و دزدی کیسه های گندم را گردن گنگا می اندازد و دادگاه گنگا را به یک سال حبس محکوم می کند. 
در طول این یک سال جمنا منتظر پول می ماند اما پولی برایش ارسال نمی شود، صاحبخانه جمنا را از خانه بیرون می اندازد و جمنا در خیابان از شدت فقر و گرسنگی بیمار می شود و از برادر بزرگترش کینه به دل می گیرد غافل از اینکه تمام مدت گنگا در حبس بوده و کاری انجام نداده که بتواند برای برادرش پول بفرستد. 
جمنا پس از پیدا کردن جواهرات یکی از زنان ثروتمند شهر، به خاطر درستکاری اش مورد لطف بازرس پلیس قرار می گیرد و در اداره پلیس کار پیدا می کند اما هنوز از وضعیت برادرش خبر ندارد. گنگا برای انتقام، با کمک یاغیان کوهستان به انبار گندم ملاک حمله می کند و گندم های ملاک به یغما می برد و در راه دانو را هم با خود به مخفیگاه یاغیان در کوهستان می برد. همان شب یاغی ها جشن عروسی برپا می کنند و در مراسم فقیرانه ای دانو و گنگا با هم ازدواج می کنند. 
خبر دزدی گندم به اداره پلیس منطقه می رسد و بازرس پلیس، جمنا را برای رسیدگی به پرونده دزدی انتخاب می کند. گنگا در ماموریتی به قطاری که جمنا و ماموران پلیس در آن حضور دارند با ماموران پلیس درگیر شده و زخمی می شود. گنگا از اینکه از حال برادرش با خبر شده بسیار خوشحال است و تصمیم دارد اورا ببیند اما بعد از اینکه متوجه می شود جمنا به نیروی پلیس ملحق شده، دچار تردید می شود. بعد از مشورت با دانو، برادرش را ملاقات می کند به برادرش میگوید که تصمیم دارد برای طلب بخشش به دهکده بازگردد و انسان درستی شود. با این حال، جمنا از او می‌خواهد که به خاطر جنایاتش تسلیم پلیس شود و حبس را بپذیرد اما گنگا قبول نمیکند.  این ملاقات به شکست ختم شده و رابطه بین آن دو تیره تر می شود. جمنا قسم میخورد بین برادرش و قانون، قانون را برگزیده و برادرش را دستگیر کند.
گنگا که از طریق دانو متوجه احساسات جمنا نسبت به کملا شده، برای کمک به برادرش به همراه یاغیان وارد جشن عروسی کملا شده و عروسی را به هم می زند. کملا را می رباید و خانه ارباب روستا را غارت می کند سپس به همراه کملا وارد اداره پلیس می شود تا دست کملا را در دست جمنا بگذارد اما جمنا به دلیل کینه ی بینشان، فورا گنگا را دستگیر می کند و در زندان می اندازد. 
دانو فورا به زندان می رود و به جمنا التماس میکند که شوهرش را آزاد کند اما جمنا نمی پذیرد پس دانو هم همراه گنگا وارد زندان می شود و به گنگا می گوید که باردار است. یاغیان وارد اداره ی پلیس می شوند و همه چیز را به رگبار می بندند در این درگیری دانو کشته می شود و گنگای زخمی به همراه جسد دانو می گریزد. فردای آن روز جسد دانو را به آتش می سپارد، به خانه ی ملاک حمله می کند و همه چیز را به آتش می کشد و ملاک را به قتل می رساند. جمنا به همراه ماموران پلیس به گنگا حمله می کنند و در این حمله گنگا به شدت زخمی می شود، گنگا و جمنا در آخرین لحظات دوباره با هم متحد می شوند. دو برادر به خانه قدیمیشان می روند و گنگا جلوی مجسمه کریشنا جان می سپارد. فردای آن روز جمنا جسد گنگا را در کنار باقیمانده جسد سوخته دانو به آتش می سپارد.

## بازیگران
- دیلیپ کومار در نقش گنگا
- ویجینتی مالا در نقش دانو،همسر گنگا
- نصیر خان  در نقش جمنا، برادر کوچکتر گنگا
- لیلا چیتنیس  در نقش گوویندی مادر گنگا و جمنا

## تهیه کنندگی
این فیلم حماسی  با الهام از فیلم مادر هند (1957) محبوب خان ساخته شد.در مصاحبه‌های بعدی، دیلیپ کومار فاش کرد که او برای بخش هایی از فیلم کارگردانی و همچنین تدوین را بر عهده داشته است. یکی از حقایق جالب درباره این فیلم این است که در این فیلم برادران واقعی دیلیپ کومار (نام اصلی محمد یوسف خان) و برادرش نصیرخان به ترتیب در نقش برادران گانگا و جمنا بازی می کنند.